# IC 3630
IC 3630 је појединачна звијезда у сазвјежђу Береникина коса која се налази на листи објеката дубоког неба у Индекс каталогу.
Деклинација објекта је + 25° 25' 59" а ректасцензија 12h 39m 46,7s.